# Коруджиевско кале
Източно от село Александрово личат следите на крепостта Хисаря или Калето, която е върху величествен хълм Куруджиица (311 м н.в.), който се издига вдясно от шосето Хасково – Симеоновград. Крепостта е възобновявана и през Средновековието, върху антични основи, което личи от обилната антична (II-III в.) и средновековна (IХ-ХII в.) керамика, от останките от зидове, строени от камък, споен с червен и бял хоросан.
Крепостта при Александрово, известна като „Куруджиевския Хисар" е била обект на иманярски разкопавания още в миналия век, а през 1960-те години е напълно унищожена с булдозер от служебни лица. В миналото погрешно, някои наши историци са отъждествявали Хисаря с Констанция. В района на крепостта има надгробни могили, една от които е разкопана от иманяри и в нея са намерени гробни дарове от предримската епоха.